# Liga Nacionalsocialista de Estudiantes Alemanes
La Liga Nacionalsocialista de Estudiantes Alemanes (en alemán: Nationalsozialistischer Deutscher Studentenbund, NSDStB) se fundó en 1926 como una división del Partido Nazi con la misión de integrar la educación universitaria y la vida académica en el marco de la cosmovisión nacionalsocialista. Organizado (como con otros departamentos del Partido Nazi) estrictamente de acuerdo con el Führerprinzip (o "principio líder"), así como el principio de Machtdistanz (o "distancia de poder"), la NSDStB albergó a sus miembros en el llamado Kameradschaftshäusern ( o "Casas de Compañerismo"), y (desde 1930) tenían a sus miembros vestidos con camisas clásicas de color marrón y sus propios emblemas distintivos de la esvástica.
Después de la derrota de Alemania en la Segunda Guerra Mundial, el Partido Nazi, junto con sus divisiones y organizaciones afiliadas, fueron declaradas "organizaciones criminales" y prohibidas por el Consejo de Control Aliado el 10 de octubre de 1945.

## Bundes- yReichsführerde la NSDStB, 1926–45
- 1926–28 Wilhelm Tempel
- 1928–32 Baldur von Schirach (desde 1931 también Reichsjugendführer)
- 1932–33 Gerd Rühle
- 1933–34 Oskar Stäbel
- 1934–36 Albert Derichsweiler
- 1936–45 Gustav Adolf Scheel (como Reichsstudentenführer, Scheel también era Führer del Deutschen Studentenschaft)[2]

## Otros miembros notables
- Kurt Waldheim, más tarde Secretario General de las Naciones Unidas, Presidente de Austria. (No culpable)